# アエオロサウルス
アエオロサウルス（学名：Aeolosaurus、意：アイオロスのトカゲ）は、中生代白亜紀後期（後期白亜紀後期）の南アメリカ大陸に生息したティタノサウルス類の竜脚類恐竜の属の一つである。他の竜脚類同様に長い首と尾を持つ四足歩行の草食動物であった。化石は不完全であるが、体長は少なくとも14 mと推定されている。

## 特徴

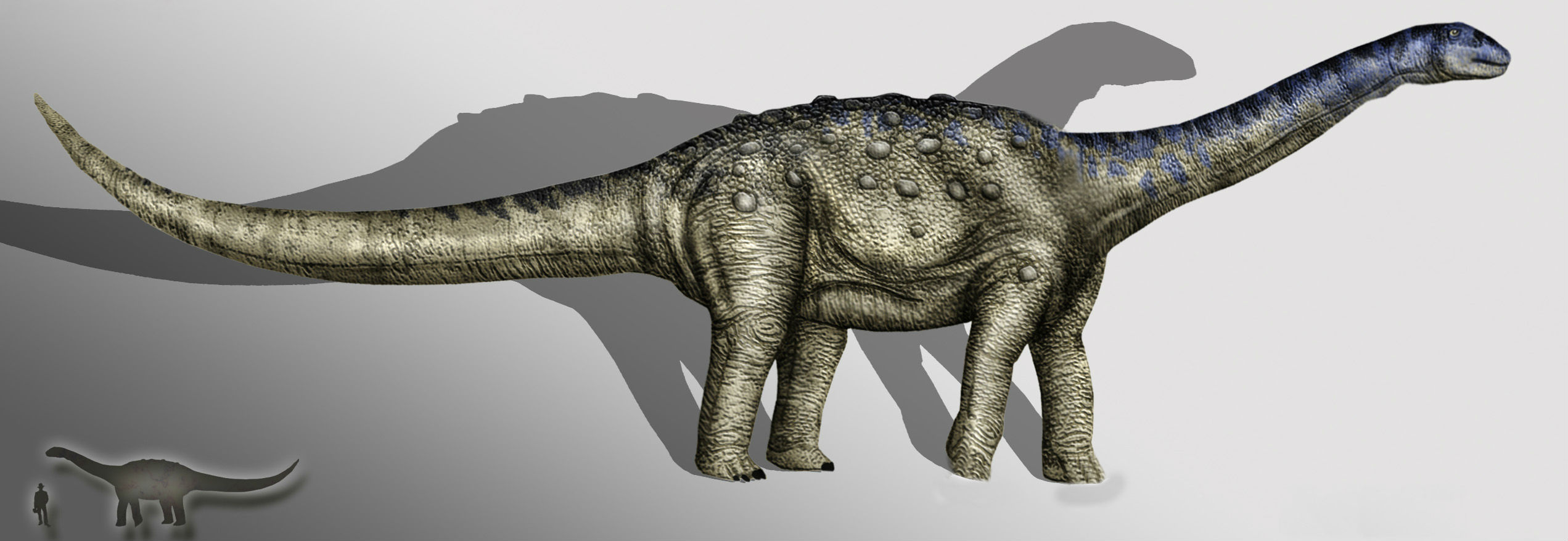
生態復元想像図

属名は化石の発見地であるパタゴニアにしばしば強い風が吹くことから、ギリシャ神話の登場人物であり、ホメロスのオデュッセイアにおいて風の守護者とされるアイオロスにちなんで命名されたものである。また属名に含まれるsaurusは古代ギリシャ語で「トカゲ」を意味するsaurosに由来し、伝統的に恐竜に使われている接尾語である。種小名rionegrinus はアルゼンチンのリオネグロ州にちなんだものである。属、種ともに1987年にアルゼンチンの古生物学者Jaime Powellにより命名、記載された。
Aeolosaurus rionegrinusのホロタイプは7つの一連の尾椎、部分的な両側の前肢、右の後肢で構成されている。これらの化石はアルゼンチンのアンゴスチュラコロラダ層の白亜紀後期カンパニア期（8300万年前から7400万年前）の地層から発見された。
ティタノサウルス類内での類縁関係は漠然としているもの、尾椎の特徴に基づきリンコンサウルス（Rinconsaurus）やアダマンティサウルス（Adamantisaurus）といった他の属と近縁であることが想定されている。ゴンドワナティタン（Gondwanatitan）と アエオロサウルスの双方には他のティタノサウルス類には見られない特徴である前を向いた尾椎の神経棘が存在している。
尾の中ほどの椎骨は椎体が細長く、椎骨には側窩に似た浅いくぼみがある。側窩に似た浅いくぼみはサルタサウルス、アラモサウルス、マラウィサウルス、ゴンドワナティタンでも知られている。ヴェネノサウルスにも窩様のくぼみがあるが、このくぼみは椎骨に深く入り込んでいて、内部の空腔を二分しており、脊柱に広がっている。
尾の中ほどの椎骨の神経棘は椎骨の配列に対して前方に配向している。このような椎骨はケダロサウルス、ヴェネノサウルス、ゴンドワナティタンにも見られる。

## 追加される可能性のある種

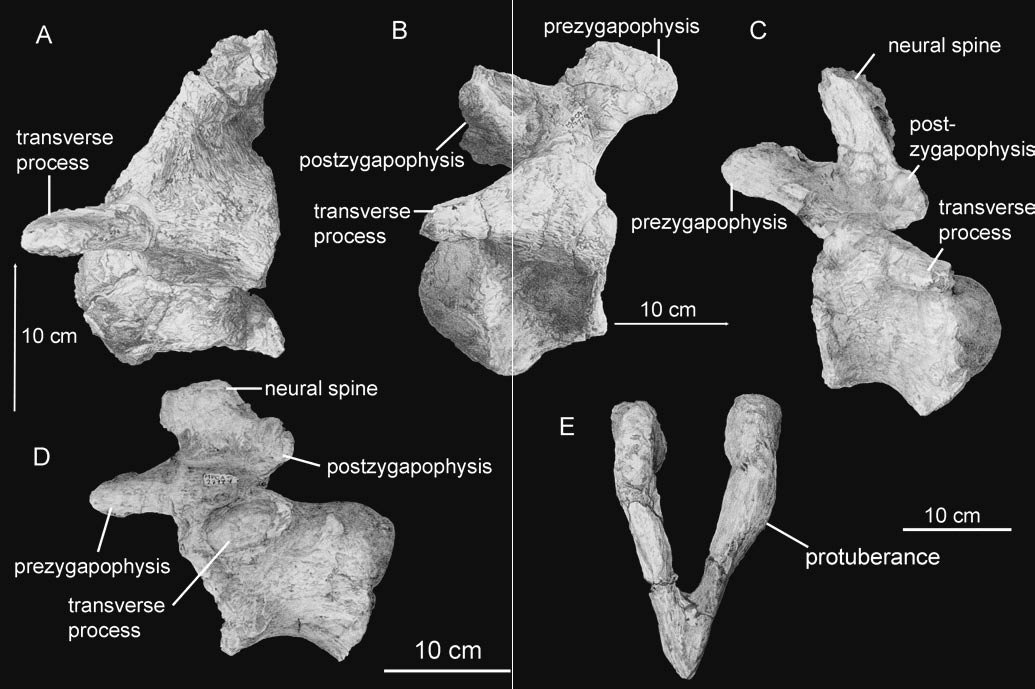
Aeolosaurus sp.の化石

1993年にSalgadoおよび Coriaにより5つの尾椎といくつかの前肢の骨および骨盤から別の標本が記載された。二つの右側の尺骨が含まれていることから、少なくとも2個体のものであるとみられる。これらの化石は2つの皮骨もしくは装甲板と関連付けられ、この恐竜が装甲を持っていた証拠とされる。この標本はリオネグロ州のアレン層のマーストリヒト期中期（7000万年前から6800万年前）の地層から発見された。この標本はアエオロサウルスの特徴を持っている一方、より新しい時代のものであり、第二の種として認識するのに十分な差異があるとしている。
1997年にSalgadoらにより4つ以上の尾椎と、前肢、後肢を含む左半身の部分骨格が記載された。この標本はリオネグロ州のロスアラミトスで発見されアンゴスチュラコロラダ層とアレン層の間の年代に位置している。この標本はアエオロサウルス属とされているものの、A. rionegrinusではなく第三の種の可能性がある。
しかし、アエオロサウルス属はよく分かっておらず、筆者らはこれらを新種可能性があるものに公式には名づけていない現在では単純に"Aeolosaurus sp."とされている。将来的な発見によりこの属の多様性についての情報が得られることで、全ての標本がA. rionegrinusのものであるか、公式に別の名前が与えられるか明らかになるだろう。
最初の記載において15個一連の尾椎からなる別の標本もこの属のものとされたが、他の標本に見られる特徴がないため、後にこの標本はこの属のものではないとされている。

## 脚注

ヒトとの大きさ比較図

## 参照
- Calvo, J.O. & Riga, B.J.G. 2003. Rinconsaurus caudamirus gen. et sp nov., a new titanosaurid (Dinosauria, Sauropoda) from the Late Cretaceous of Patagonia, Argentina. Revista Geológica de Chile. 30(2): 333-353.
- Casal, G., Martinez, R.D., Luna, M., Sciutto, J.C. and Lamanna, M.C., (2007). "Aeolosaurus colhuehuapensis sp. nov. (Sauropoda, Titanosauria) de la Formacion Bajo Barreal, Cretacico superior de Argentina." Revista Brasileira de Paleontologia, 10(1): 53-62.
- Kellner, A.Z.A. & de Azevedo, S.A.K. 1999. A new sauropod dinosaur (Titanosauria) from the Late Cretaceous of Brazil. In: Tomida, Y., Rich, T.H., & Vickers-Rich, P. (Eds.) Proceedings of the Second Gondwanan Dinosaur Symposium. Tokyo: National Science Museum Monographs No. 15. Pp. 111–142.
- Powell, J.E. 1987. The Late Cretaceous fauna of Los Alamitos, Patagonia, Argentina. Part VI. The titanosaurids. Revista del Museo Argentino de Ciencias Naturales "Bernardino Rivadavia" 3: 147-153.
- Salgado, L. & Coria, R.A. 1993. El genero Aeolosaurus (Sauropoda, Titanosauridae) en la formación Allen (Campaniano-Maastrichtiano) de la Provincia de Río Negro, Argentina. Ameghiniana 30(2): 119-128. [in Spanish]
- Salgado, L., Coria, R.A., & Calvo, J.O. 1997. Presence of the genus Aeolosaurus (Sauropoda, Titanosauridae) in the Los Alamitos Formation (Late Cretaceous) of the Río Negro Province. Revista Guarulhos - Geociencias 2(6): 44-49.
- Santucci, R.A & Bertini, R.J. 2006. A new titanosaur from western São Paulo State, Upper Cretaceous Bauru Group, south-east Brazil. Palaeontology. 49(1): 171-185.
- Tidwell, V., Carpenter, K. & Meyer, S. 2001. New Titanosauriform (Sauropoda) from the Poison Strip Member of the Cedar Mountain Formation (Lower Cretaceous), Utah. In: Mesozoic Vertebrate Life. D. H. Tanke & K. Carpenter (eds.). Indiana University Press, Eds. D.H. Tanke & K. Carpenter. Indiana University Press. 139-165.
- Upchurch, P., Barrett, P.M., & Dodson, P. 2004. Sauropoda. In: Weishampel, D.B., Dodson, P., & Osmolska, H. (Eds.) The Dinosauria. (2nd Edition). Berkeley: University of California Press. Pp. 259–322.